# Convenção sobre os Direitos da Criança
A Convenção sobre os Direitos da Criança é um tratado que visa à proteção de crianças e adolescentes de todo o mundo, aprovada na Resolução 44/25 da Assembleia Geral das Nações Unidas, em 20 de novembro de 1989.

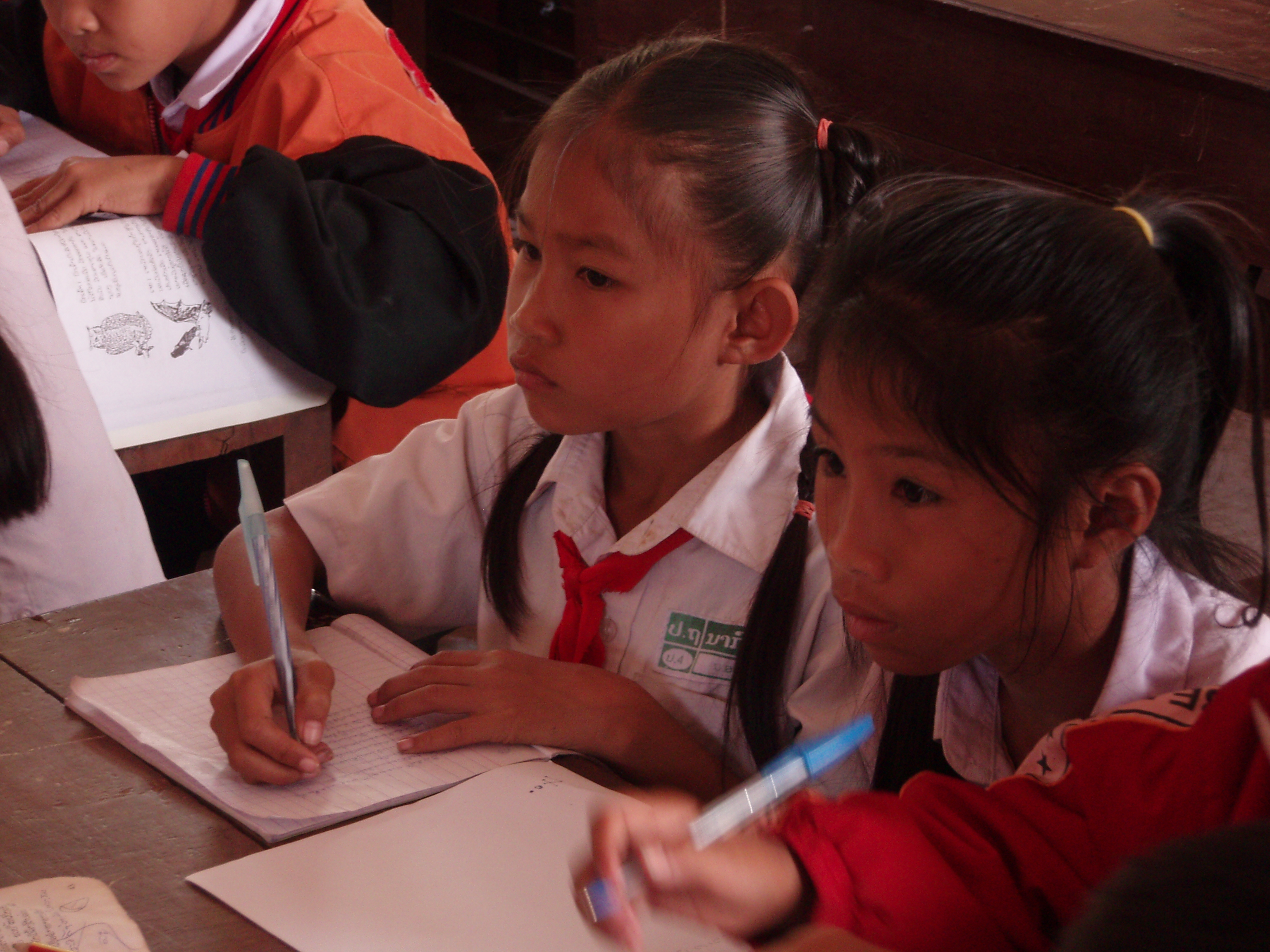
O Artigo 28 da Convenção reconhece o direito à educação das crianças

Segundo o artigo 7 da Convenção, a criança será registrada imediatamente após seu nascimento e terá direito, desde o momento em que nasce, a um nome, a uma nacionalidade e, na medida do possível, a conhecer seus pais e a ser cuidada por eles.

## Precedentes

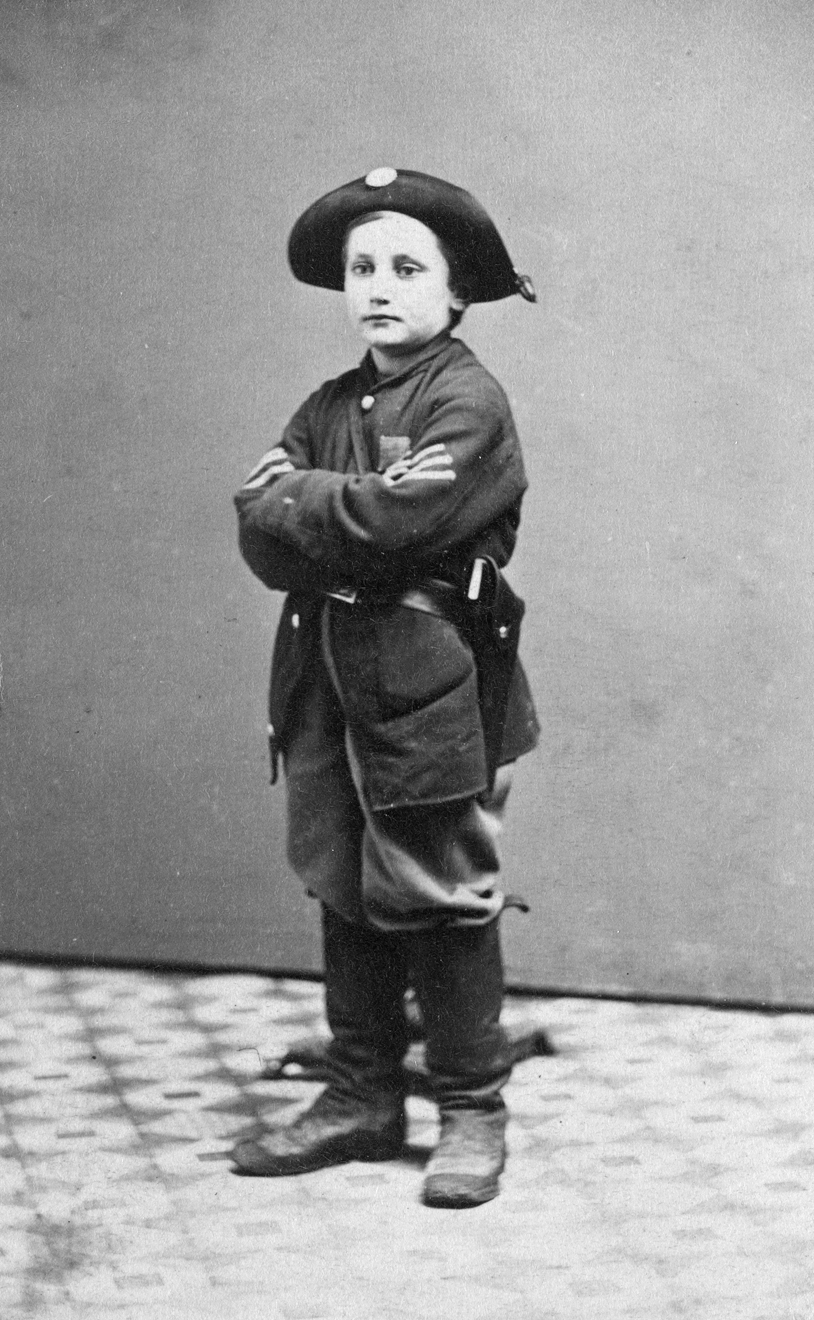
Soldado criança durante a Guerra Civil Americana (1861-1865).

Na Declaração de Genebra, de 1924,  é notória a preocupação internacional em assegurar os direitos de crianças e adolescentes, como foco de discussão entre as nações. Foi, entretanto, somente depois do fim da Segunda Guerra Mundial, com a criação da ONU e sua subsidiária específica para a criança — a UNICEF — a partir da década de 1950, que os países passaram a mais detidamente debruçar-se sobre a situação da criança e do adolescente.
Em 1959 é aprovada a Declaração Universal dos Direitos das Crianças, aprimorada com as chamadas:
1. "Regras de Pequim", de 1985;
2. Regras Mínimas das Nações Unidas para a Elaboração de Medidas não Privativas de Liberdade (Regras de Tóquio), adotadas pela Assembleia Geral das Nações Unidas na sua resolução 45/110, de 14 de Dezembro de 1990, e;
3. as "Diretrizes de Riade", para prevenção da delinquência juvenil, de 1990.[3]

No continente americano, o tratado celebrado em 1969 — o Pacto de San José da Costa Rica — estabelece, em seu artigo 19, que "toda criança tem direito às medidas de proteção que sua condição de menor requer por parte da família, da sociedade e do Estado".

## Princípios gerais
Dentre os princípios consagradas pela Convenção, estão o direito à vida, à liberdade, as obrigações dos pais, da sociedade e do Estado em relação à criança e adolescente. Os estados signatários ainda comprometem-se a assegurar a proteção dos menores contra as agressões, ressaltando em seu artigo 19 o combate à sevícia, exploração e violência sexual.
- Participação — As crianças, como pessoas e sujeitos de direito, podem e devem expressar suas opiniões nos temas que lhes afetam. Suas opiniões devem ser escutadas e levadas em conta na agenda política, econômica ou educacional de um país. Desta maneira se cria um novo tipo de relação entre crianças e adolescentes e aqueles que decidem por parte do Estado e da sociedade civil.[2]
- Sobrevivência e desenvolvimento — As medidas que tomam os Estados-membros para preservar a vida e a qualidade de vida das crianças devem garantir um desenvolvimento com harmonia nos aspectos físico, espiritual, psicológico, moral e social, considerando suas aptidões e talentos.[2]
- Interesse superior da criança — Quando as instituições públicas ou privadas, autoridades, tribunais ou qualquer outra entidade tomar decisões acerca das crianças, devem considerar aquelas que lhes ofereçam o máximo bem-estar.[2]
- Não-discriminação — Nenhuma criança deve ser prejudicada de forma alguma por motivos de raça, credo, cor, gênero, idioma, casta ou condição de pessoa com deficiência.[2]

## Países signatários
As Nações Unidas na Convenção internacional sobre os direitos da criança indicou os padrões precedentes aos direitos da criança e eles foram ratificados por todos os países-membros, com exceção dos Estados Unidos, . Até algum tempo atrás, a instabilidade na Somália, em razão da falta de estrutura governamental, constituiu um fator impeditivo para o país assinar a Convenção. O governo dos Estados Unidos sob a presidência de George W. Bush se opôs à ratificação e às condições legais porque elas «criam conflito com as políticas dos Estados Unidos no tocante aos pais, soberania, Estado e legislação local». E, embora em 2008 o sucessor Barack Obama tenha dito que sua gestão revisaria a posição, a ratificação não ocorreu.
Por outra lado, em maio de 2000 a Assembleia Geral das Nações Unidas adotou dois protocolos facultativos à Convenção:
- O Protocolo facultativo à Convenção concernente à implicação das crianças nos conflitos armados, que entrou em vigor em 12 de fevereiro de 2002. Até 30 de junho de 2006, foi ratificado por 107 Estados e firmado por 122.
- O Protocolo facultativo à Convenção concernente à venda de crianças, à prostituição e à pornografia infantil, que entrou em vigor em 18 de janeiro de 2002. Até 30 de junho de 2006, foi ratificado por 107 Estados e firmado por 115.

O Brasil subscreveu e ratificou o tratado em 1990. Foi incorporado direito nacional por meio do decreto número 99 710, de 1990.
Portugal assinou o tratado em 26 de janeiro de 1990 e depositou o instrumento de ratificação em 21 de setembro do mesmo ano. A convenção passou a vigorar em território português em 21 de outubro de 1990. A aprovação para ratificação foi conferida pela Resolução da Assembleia da República n.º 20/90, de 12 de setembro de 1990, tendo sido ratificada por meio do Decreto do Presidente da República n.º 49/90, também de 12 de setembro de 1990.